# Пендлтон, Виктория
Виктория Луиза Гарднер (англ. Victoria Louise Gardner; в девичестве — Пендлтон (англ. Pendleton), род. 24 сентября 1980 года в Стотфолде, Бедфордшир, Англия) — британская велогонщица. Специализировалась в гонках на треке — спринте и кейрине. Двукратная олимпийская чемпионка и многократная чемпионка мира. Рекордсменка мира в командном спринте. Рекордсменка Великобритании в нескольких спринтерских дисциплинах.

## Биография
Виктория Пендлтон и её брат близнец Алекс Джеймс родились в семье Макса Пендлтона и Паулины Вини, известных в прошлом спортсменов велосипедистов. Она начала свои занятия спортом в возрасте девяти лет, на том же треке, где тренировались и её родители. В 16 лет Виктория достигла значительных успехов, и тренер молодёжной сборной порекомендовал ей продолжить карьеру профессионального спортсмена. После школы Пендлтон поступила в Нортумбрийский университет.
Первые большие успехи пришли к Виктории в 2001 году когда она выиграла четыре медали на национальном чемпионате. В 2002 году она вошла в состав сборной страны и успешно выступила на Играх содружества, заняв четвёртое место в спринте. На Олимпийских играх 2004 года Виктория стала шестой в гонке на время и девятой в спринте.
В 2005 году Виктория завоёвывает первое золото на мировом чемпионате и начинается период доминирования британки в спринтерских дисциплинах. В 2007—2010 годах она завоёвывает семь золотых медалей на мировых первенствах в спринте и кейрине. 2008 год оказался весьма успешен для Виктории: она завоевала два золота и серебро на чемпионате мира. Затем на Олимпийских играх в Пекине Пендлтон добилась победы в спринте.
В 2011 году Пендлтон несколько неожиданно проиграла давней противнице австралийке Анне Мирс в полуфинале первенства мира в спринте. Спустя год Виктория вернула себе титул.
На летних Олимпийских играх 2012 года Пендлтон приняла участие в трёх дисциплинах. В кейрине Виктория ни в одном из трёх раундов не позволила соперницам себя опередить и завоевала свою вторую золотую медаль олимпийских игр. В командном спринте Пендлтон выступила в паре с Джессикой Варниш. В квалификации британские спортсменки побили мировой рекорд, но уже в следующем заезде их достижение превзошли спортсменки Китая. В первом раунде в противостоянии с Украиной британские спортсменки показали результат, дающий право выступить в финале, но сборная Великобритании была дисквалифицирована за раннюю смену участниц на треке. В квалификации спринта Пендлтон установила олимпийский рекорд, равный 10,724. Затем Виктория в гонках на выбывание последовательно опередила россиянку Екатерину Гниденко, нидерландку Вилли Канис и вышла в 1/4 финала, где обыграла белоруску Ольгу Панарину. В полуфинальном матче Виктория уверенно опередила Кристину Фогель. В первом заезде финала Пендлтон опередила соперницу, но осталась второй так как, по мнению судей, пересекла линию движения противника и помешала ей. Во втором заезде Анна Мирс победила, Виктория Пендлтон завоевала серебро.
После Игр в Лондоне Виктория закончила спортивную карьеру.

## Жизнь вне спорта
Виктория окончила университет и имеет степень в области изучения спорта и физической культуры.
В 2008 году незадолго до Олимпийских игр Виктория познакомилась со Скоттом Гарднером, спортивным специалистом британской велосипедной команды. После игр Гарднер, не желая того, чтобы личные отношения мешали профессиональным, покинул сборную Великобритании. Тем не менее, он остался личным тренером Виктории. В 2012 году Виктория и Скотт сообщили о своей помолвке. В сентябре 2013 года она сыграла свадьбу со Скоттом Гарднером.
Виктория Пендлтон снималась для обложки мужского журнала FHM и вошла в сотню самых сексуальных женщин мира 2009 года.

## Личные рекорды
- 200 метров гит с ходу — 10.904 с (2008)
- 500 метров гит с ходу — 30.61 с (2002)
- 500 метров гит с места — 33.838 с (2009)
- 1 км гит с места — 1 м 10.854 (2005)[11]

## Достижения
- Двукратная Олимпийская чемпионка (2008, 2012)
- 9-кратная чемпионка мира (2005—2012)
- 2-кратная чемпионка Европы (2011)
- Победитель Игр Содружества (2006)